# Debra Dene Barnes
Debra Dene Barnes, née le 6 septembre 1947 à Moran dans le Kansas aux États-Unis, est couronnée Miss Kansas (en) 1968, puis Miss America 1968.

## Source de la traduction
- (en) Cet article est partiellement ou en totalité issu de l’article de Wikipédia en anglais intitulé « Debra Dene Barnes » (voir la liste des auteurs).